# Bâtiment situé 13 Park Rajhl à Subotica
Le bâtiment situé 13 Park Rajhl à Subotica (en serbe cyrillique : Зграда у Парку Рајхл Ференца бр. 13 у Суботици ; en serbe latin : Zgrada u Parku Rajhl Ferenca br. 13 u Subotici) est situé à Subotica, dans la province de Voïvodine et dans le district de Bačka septentrionale, en Serbie. Il est inscrit sur la liste des monuments culturels protégés de la république de Serbie (identifiant no SK 1820).

## Présentation
Le bâtiment a été construit en 1898 sur des plans de l'architecte Titus Mačković ; il est caractéristique du style néo-gothique.
Bâtiment d'ange, il est constitué d'un rez-de-chaussée et d'un étage et son plan correspond à la lettre cyrillique « Г ». La façade qui donne sur le Park Rajhl est dotée d'une grande avancée centrale avec trois grandes ouvertures en forme d'ogives, aussi bien au rez-de-chaussée qu'à l'étage. La façade sur la rue Bose Milićević, quant à elle, dispose d'une avancée peu profonde ; elle est rythmée par toute une série d'ouvertures gothiques. L'accès à la partie commerciale de l'édifice s'effectue à l'angle au rez-de-chaussée ; à l'étage se trouve un balcon porté par une console ; la partie angulaire se termine par une tour de forme pyramidale.